# Tehničko i informatičko obrazovanje
Tehnika i tehnologija (stari naziv "Tehničko i informatičko obrazovanje") jeste predmet koji se izučava u 5, 6, 7. i 8. razredu osnovne škole u Republici Srbiji. U okviru ovog predmeta, učenici se upoznaju sa tehničko-tehnološkim okruženjem, stiču osnove tehničke i digitalne pismenosti, razvijaju tehničko mišljenje, razvijaju tehničku kulturu, radne veštine, kulturu rada i shvataju zakonitosti prirodnih i tehničkih nauka.  Kroz ovaj predmet, u toku četiri godine osnovne škole, učenici stiču osnovna tehničko-tehnološka znanja, umenja, veštine i osposobljavaju se za njihovu primenu u učenju, radu i svakodnevnom životu. 
U 8. razredu uče se računarske mreže, prednosti i mane interneta. Nakon toga se obrađuju izvori energije, njihova transformacija u električnu energiju, prenos i potrošnja energije.

## Spoljašnje veze
- Društvo pedagoga tehničke kulture Srbije
- Sajt sa koga možete besplatno preuzeti programe digitalnih udžbenika kompletnog gradivo predmeta tehničko i informatičko obrazovanje od 5. do 8. razreda
- Svi programi su pravljeni kao nastavno sredstvo za izvođenje multimedijalne nastave

1. ↑  „Завод за унапређивање образовања и васпитања”.
2. ↑  „Oбука наставника за увођење новог предмета Техника и технологија и примену релевантних програмских садржаја”.